# Ramon Mirabet
Ramon Mirabet Torre es un cantante procedente de Sant Feliu de Llobregat residente en Sitges. Nieto de artistas de circo e hijo de músicos, empezó a rodearse de música desde pequeño. Su padre le dio a conocer bandas como Chicago o The Police y lo más importante, a entender el jazz.
El año 2010 quedó en tercer puesto en el concurso de la televisión francesa "La Nouvelle Star". Gracias a esto llegó rápidamente al éxito. Fue muy popular en Francia y durante un año hizo anuncios, entrevistas y protagonizó varias portadas de revistas.
El año 2013 salió su primer disco, Happy Days, financiado por sí mismo con el dinero que ganó durante muchos años tocando por las calles. En febrero del año 2016 salió su segundo álbum de estudio, titulado "Home Is Where The Heart Is" y es en este mismo año que pone música a un anuncio veraniego de una marca de cervezas catalana con su sencillo 'Those Little Things".

## Biografía
Ramon Mirabet nació en Sant Feliu de Llobregat (Cataluña, España). Sus padres se dedicaban a la música; su padre como trombonista y su madre como cantante. Durante unos años se dedica a tocar el piano, pero finalmente lo deja porque le incomoda tocar delante del público y eso hace que se equivoque.
Estudia administración y dirección de empresas, pero al no sentirse atraído por ese tema marcha con una beca Erasmus a París y se centra en la música. En un viaje a Barcelona al terminar la carrera, se compra su primera guitarra y vuelve a París a tocar por las calles, hecho que le atrae desde pequeño.
Decide ir a Inglaterra para aprender inglés y luego se pone a viajar por Europa, donde aprende gran cantidad de cosas.
Después de un tiempo en su pueblo natal lo convencen para participar en "La Nouvelle Star", un programa de la televisión francesa. Durante unas semanas se convierte en una estrella. Vive en periodo de cambios, ya que no es conocido en Barcelona, mientras que en París goza de una gran popularidad. Una vez acaba el programa no ficha por ninguna discográfica y vuelve a su pasado de músico de calle, donde consigue suficiente dinero cómo para pagarse su primer CD Happy Days y empezar a dar conciertos por España.

## Discografía
- 2013, Happy Days, Warner Music Spain
- 2016, Home Is Where The Heart Is, Warner Music Spain
- 2019, Begin Again, Warner Music Spain
- 2022, Free, Ramon Mirabet.